# Antoine Coysevox
Charles Antoine Coysevox (gedoopt Lyon, 29 september 1640 - Parijs, 10 oktober 1720) was een Frans beeldhouwer.

## Leven en werk
Coysevox was een leerling van Louis Lerambert. Hij verfijnde zijn techniek als kopiist in Parijs en maakte in deze periode onder andere een kopie van de 'Venus de Medici' en 'Castor en Pollux'. Hij werd ontdekt door William Egon van Fürstenberg, bisschop van Straatsburg, die hem inhuurde om beeldhouwwerken te maken voor diens kasteel in Saverne.
Hij trouwde in 1666 met Marguerite Quillerier, een nicht van zijn leermeester Lerambert, zij overleed een jaar later. In 1671 ging Coysevox terug naar Parijs. Zijn marmeren portret van hofschilder Charles Le Brun leverde hem in 1676 een toelating tot de Académie Royale op. Een jaar later trouwde hij met Claude Bourdict.
In dienst van Lodewijk XIV van Frankrijk werkte hij aan beeldhouwwerk voor het kasteel van Versailles (1677-1685) en later aan het kasteel van Marly (1701-1709). Het laatste kasteel werd tijdens de Franse Revolutie vernield, de beelden werden verplaatst naar onder meer de Tuilerieën en het Louvre.
In 1702 werd hij directeur van de Parijse Academie. Leerlingen van Coysevox waren onder anderen Guillaume en Nicolas Coustou (hij was een broer van hun moeder) en René Frémin.

## Fotogalerij

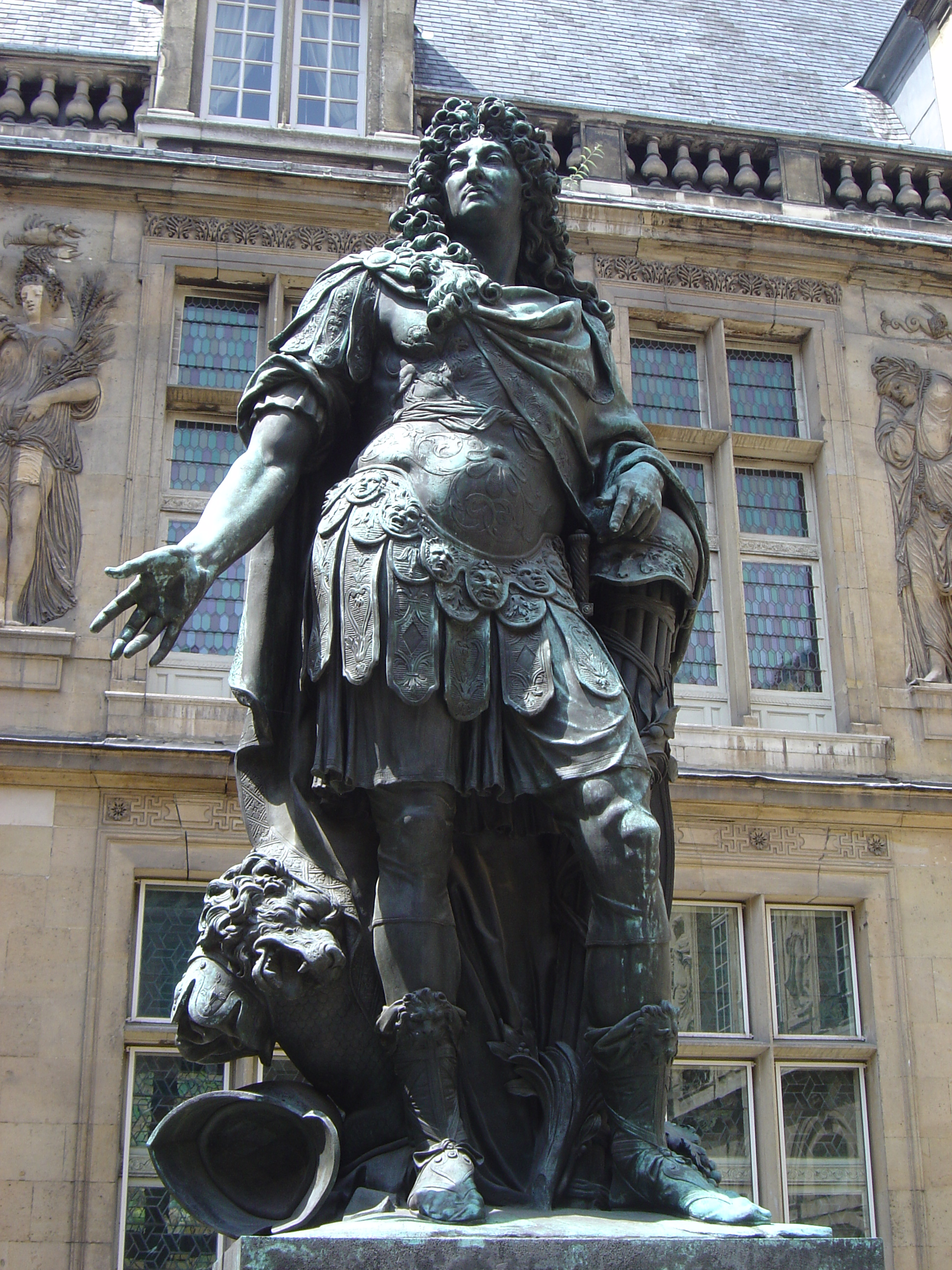
Lodewijk XIV
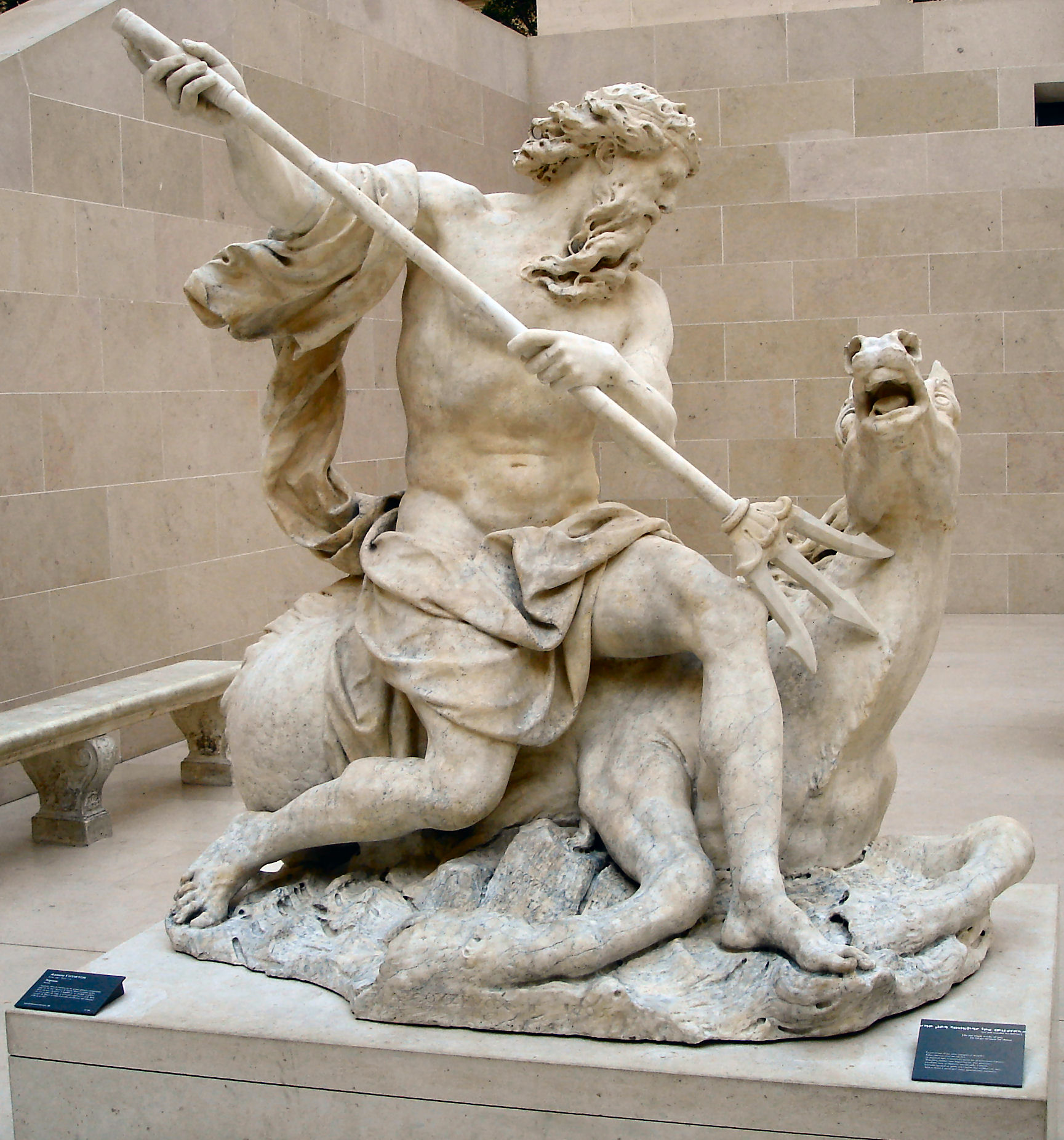
Neptunus
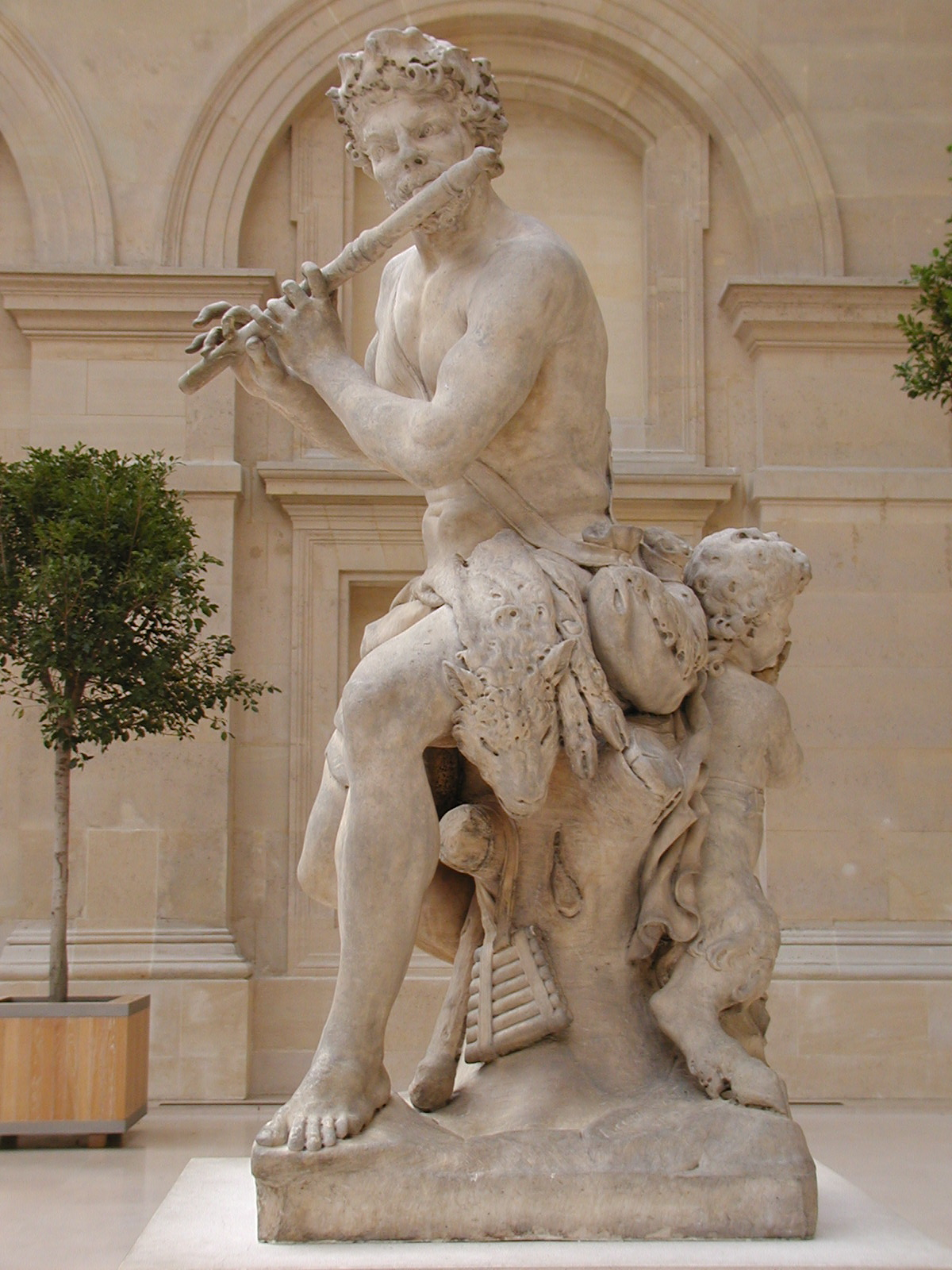
Pan